# Костел Непорочного зачаття Пресвятої Діви Марії (Шумськ)
Костел Непорочного зачаття Пресвятої Діви Марії в Шумську — діючий римсько-католицький парафіяльний храм у місті Шумськ на Волині (Тернопільська область). Відбудований в 1995—2005 роках замість пам'ятки сакральної християнської архітектури XIX століття.

## Історія

### Втрачений храм
Будівництво храму фундувала Людвіка Менжинська 1852 року.
Освячений 1861 року.
Після Другої світової війни закритий. 19 квітня 1985 року святиню висаджено в повітря.

### Сучасний храм
Відбудований протягом 1995—2005 років.
Поновно освячений кардиналом Мар'яном Яворським 23 липня 2005 року.